# سیون، سوئیس
شهر سیون  در بخش سیون در ایالت وله در کشور سوئیس واقع شده‌است که ۲۷٬۶۰۰ نفر جمعیت دارد.

## نگارخانه

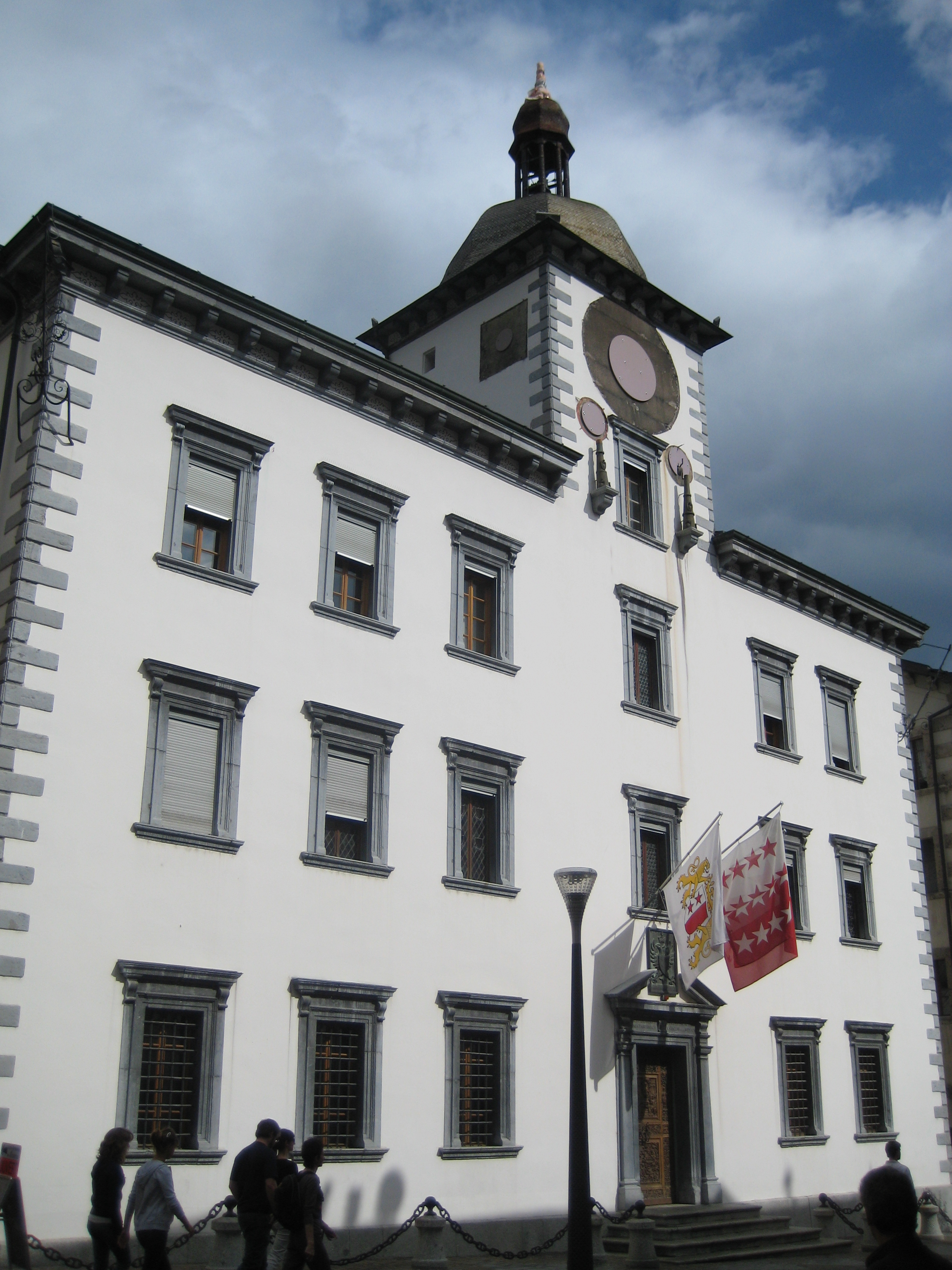
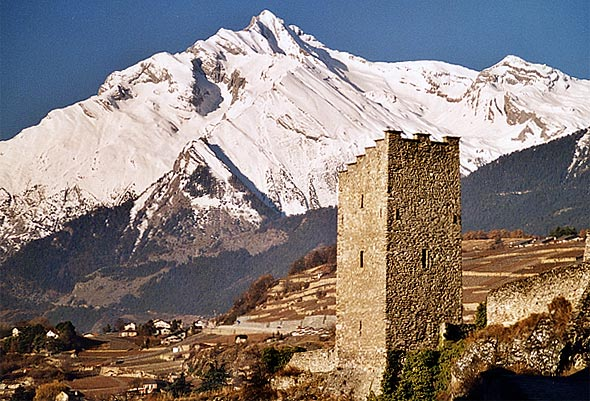
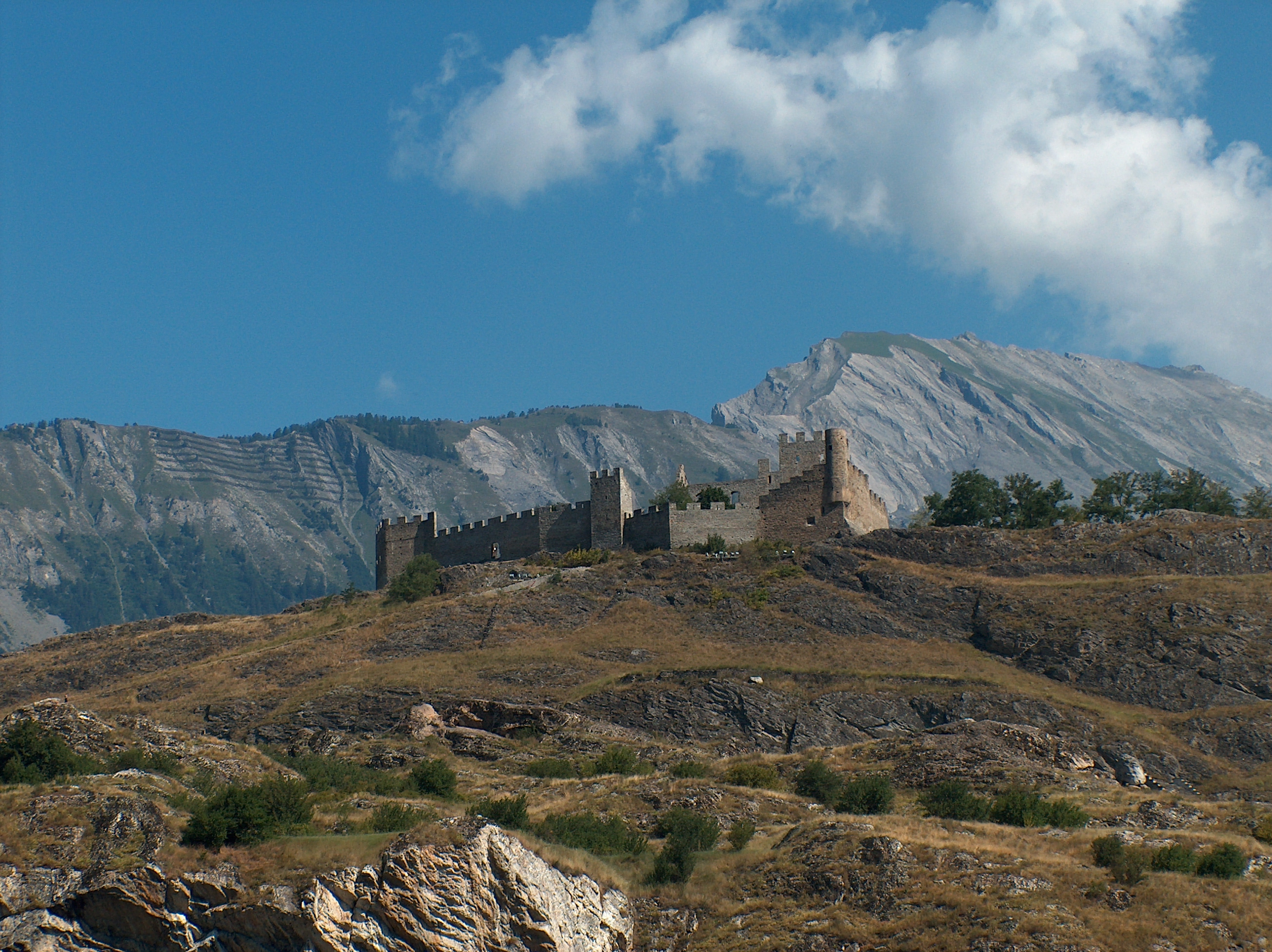
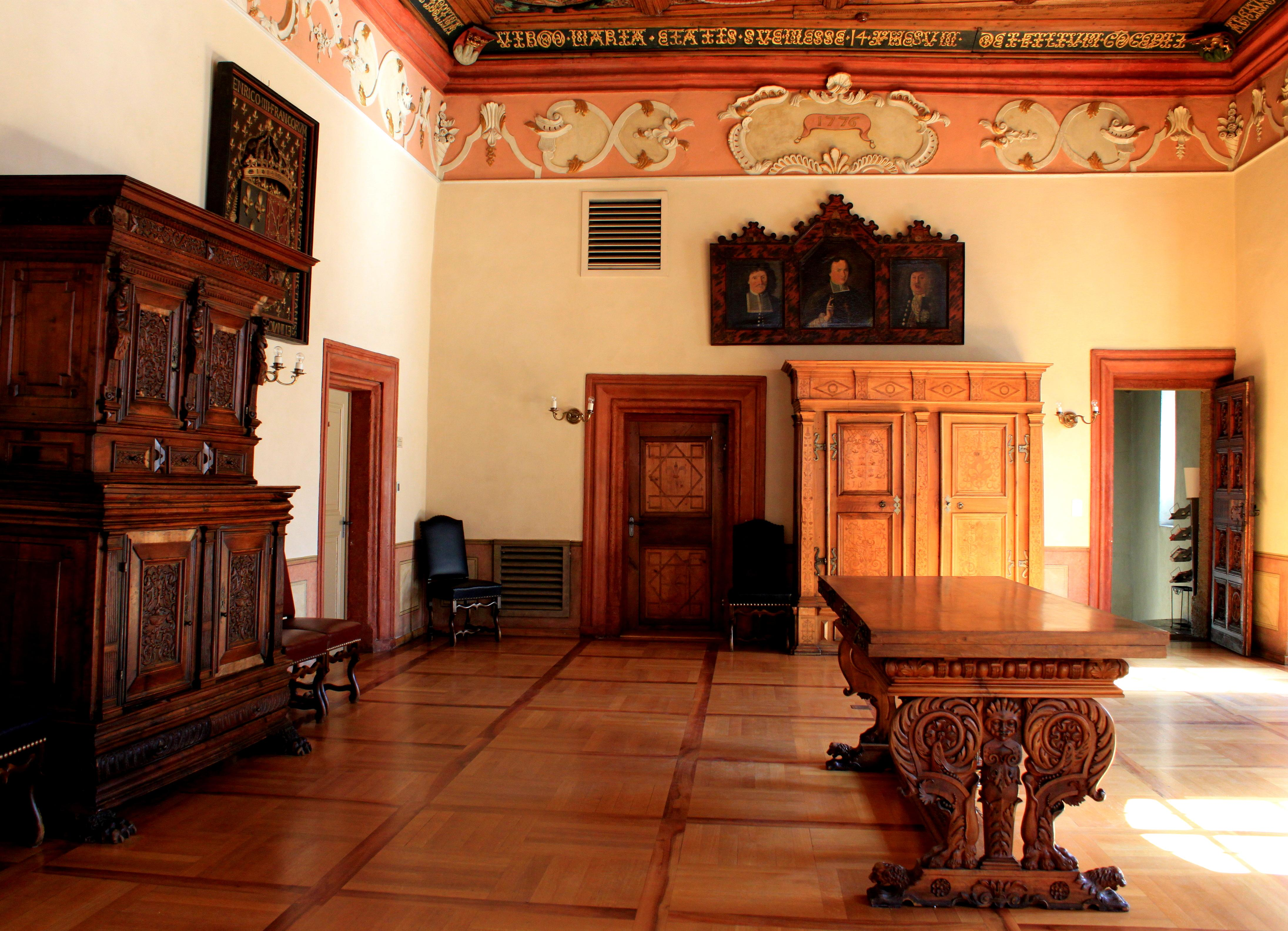
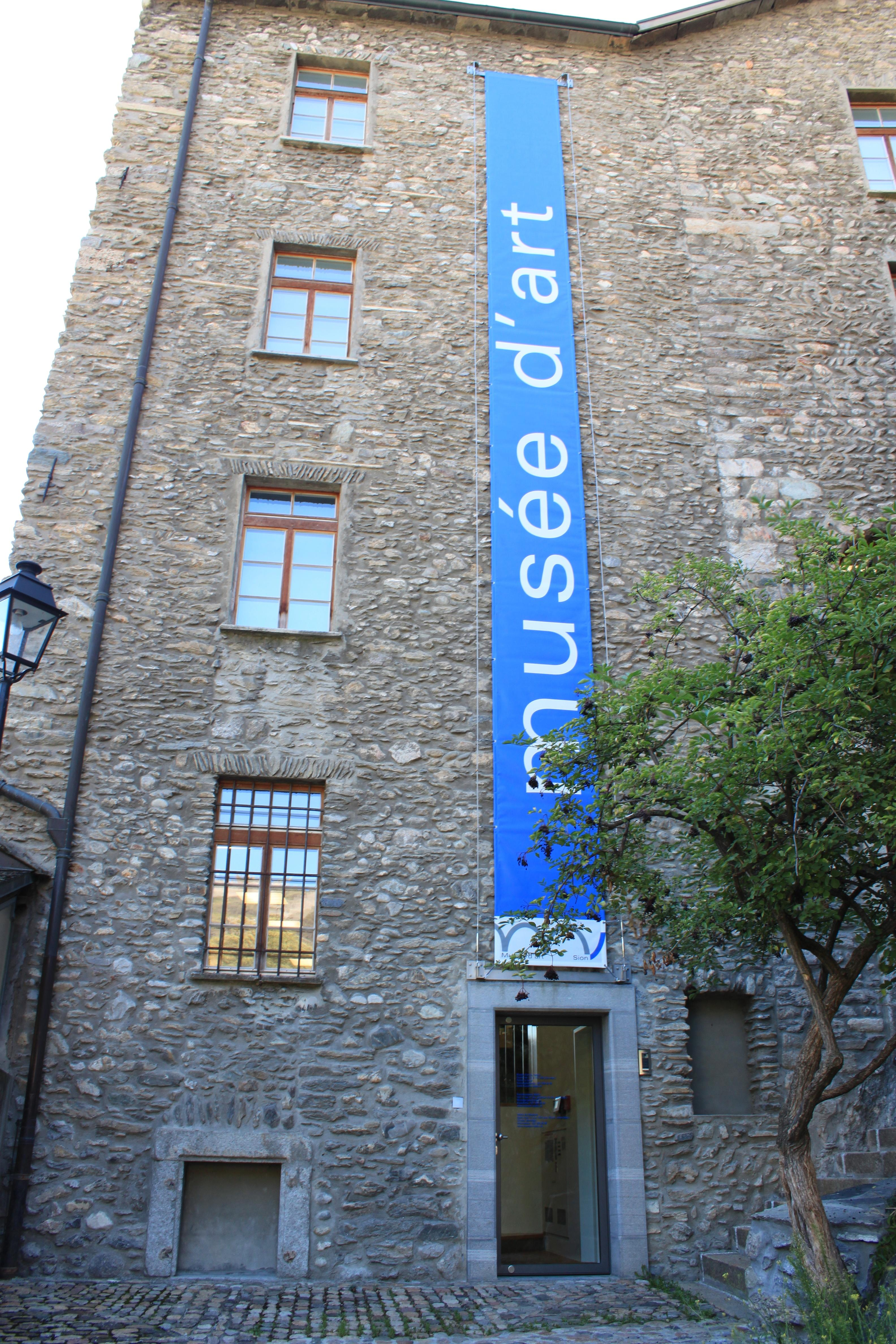
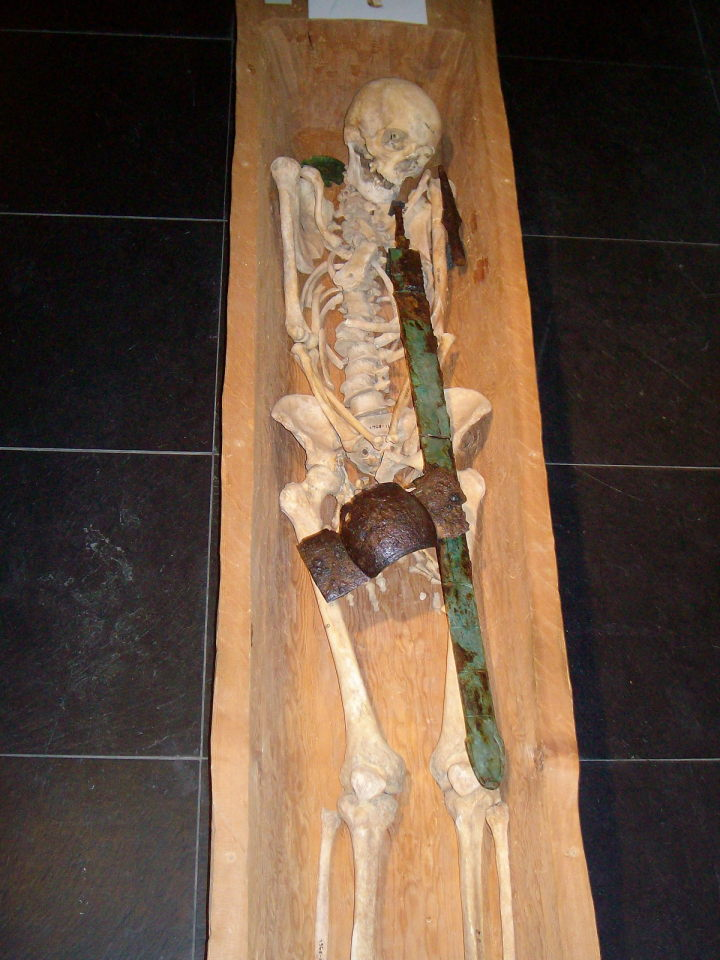
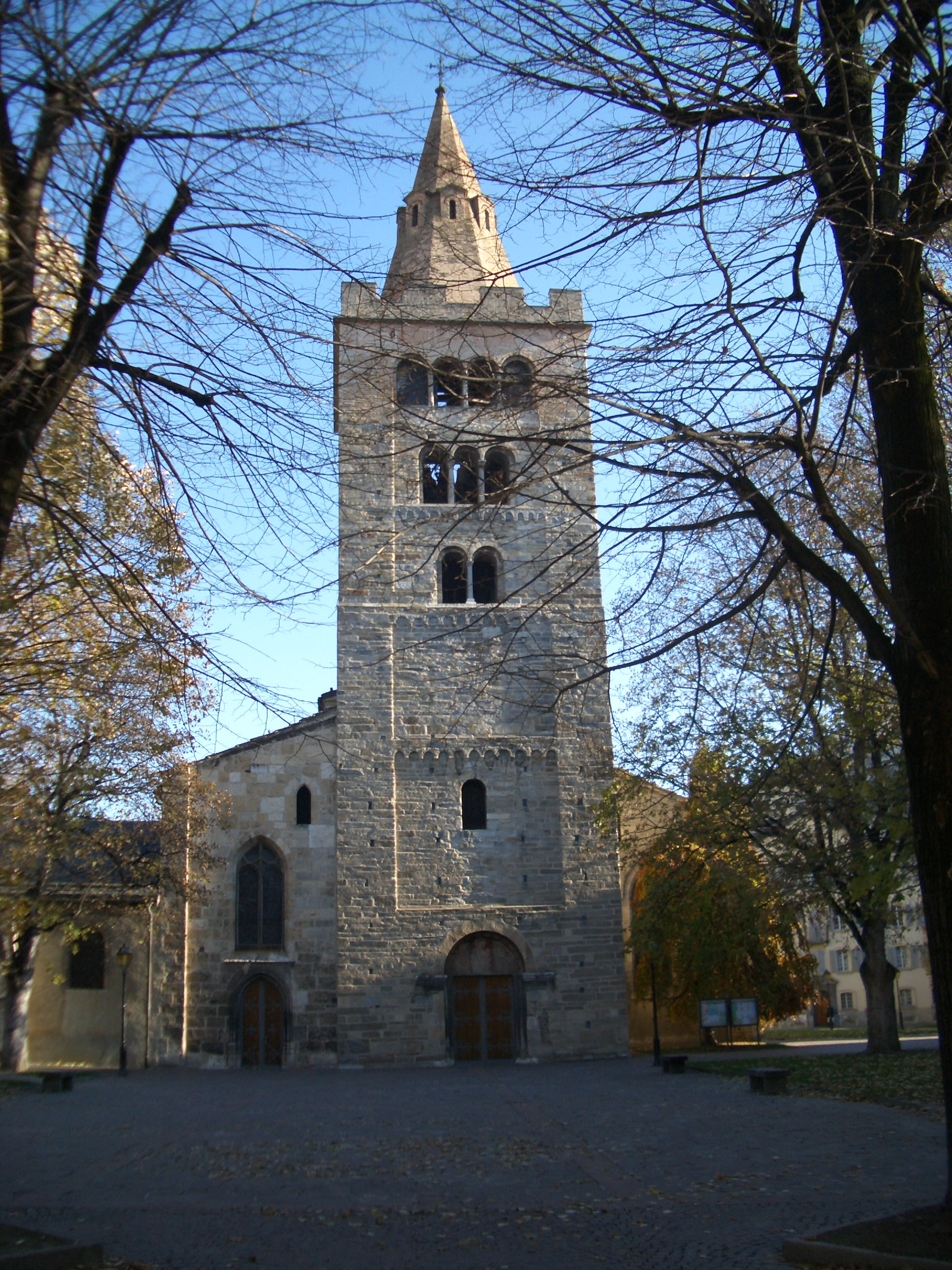
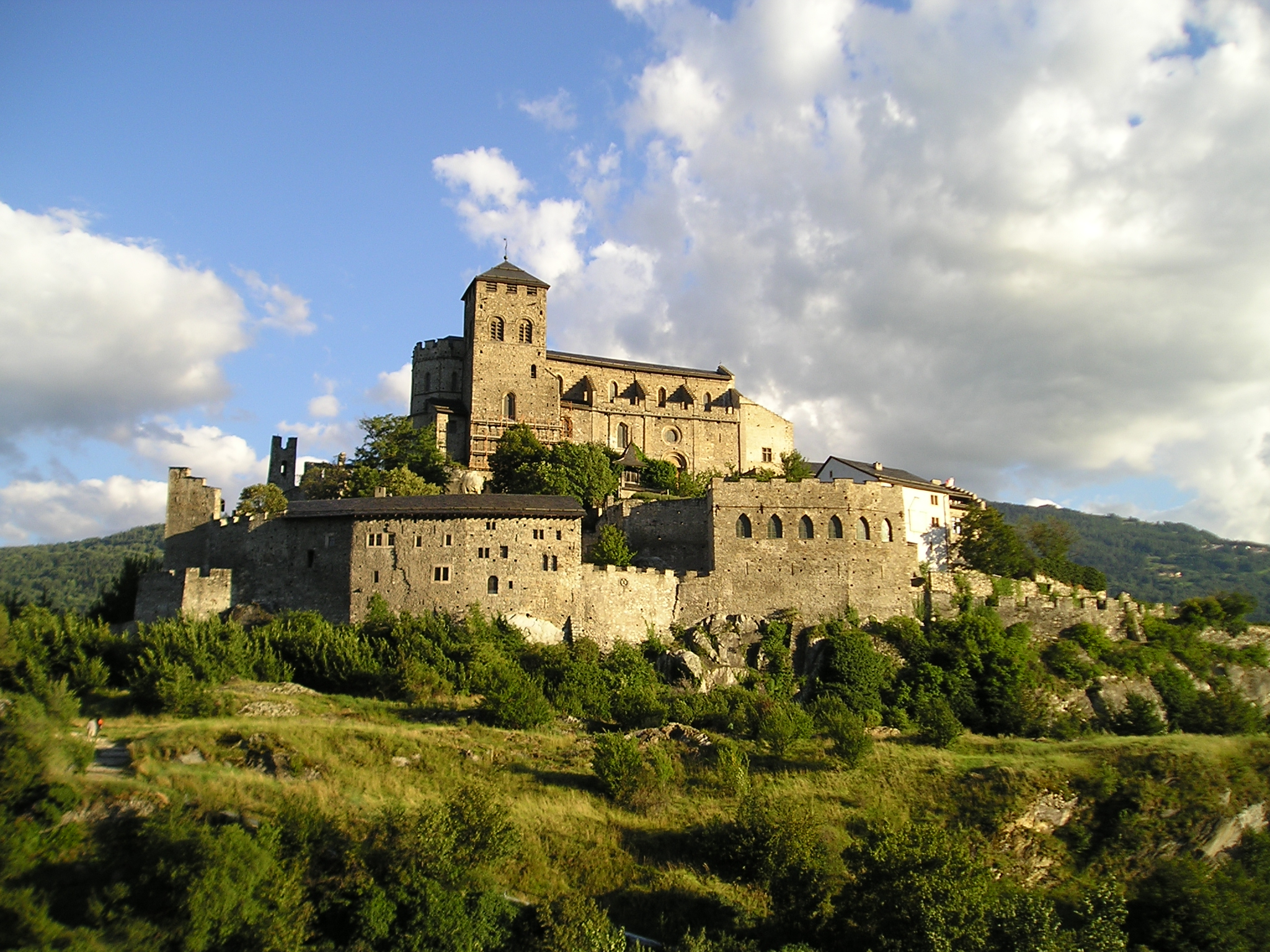
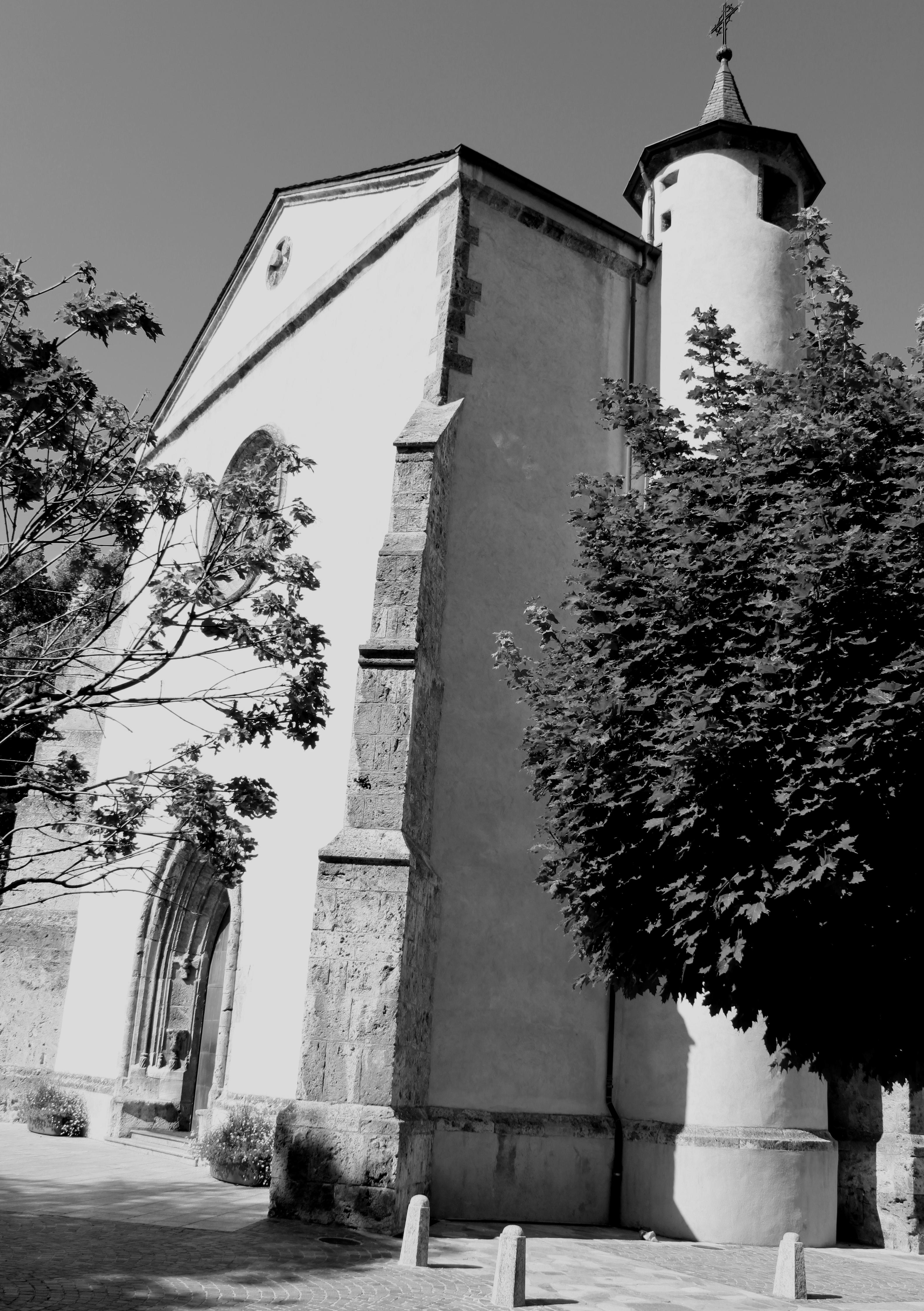